# Districtul Tak Fa
Tak Fa (în thailandeză ตากฟ้า) este un district (Amphoe) din provincia Nakhon Sawan, Thailanda, cu o populație de 41.192 de locuitori și o suprafață de 570,7 km².

## Componență
Districtul este subdivizat în 7 subdistricte (tambon), care sunt subdivizate în 77 de sate (muban).
| Nr. | Nume            | În thailandeză | Sate | Pop.   |
| --- | --------------- | -------------- | ---- | ------ |
| 1.  | Tak Fa          | ตากฟ้า          | 10   | 7,292  |
| 2.  | Lam Phayon      | ลำพยนต์         | 12   | 4,724  |
| 3.  | Suk Samran      | สุขสำราญ        | 11   | 7,628  |
| 4.  | Nong Phikun     | หนองพิกุล        | 10   | 3,471  |
| 5.  | Phu Nok Yung    | พุนกยูง          | 16   | 3,850  |
| 6.  | Udom Thanya     | อุดมธัญญา        | 9    | 10,438 |
| 7.  | Khao Chai Thong | เขาชายธง       | 9    | 3,789  |

1. ↑  Local Directory 2003, Volume 1, p. 226